# Annie's Song
Annie's Song è una canzone scritta e pubblicata dal cantautore John Denver. È stata la sua seconda canzone a diventare numero uno nelle classifiche USA Billboard Hot 100 (per due settimane). Il brano arriverà al numero uno anche nel Regno Unito, Irlanda (due settimane) e Canada.
Annie's Song è stata scritta da Denver come un'ode alla sua moglie di allora, Annie Martell Denver.
Denver "scrisse questa canzone in circa dieci minuti e mezzo un giorno su uno ski-lift" verso la cima del Bell Mountain ad Aspen, Colorado in uno stato di esaltazione per aver "appena concluso una pista veramente difficile" e i sentimenti di totale immersione nella bellezza dei colori e suoni lo ispirarono(EN) .
(John Denver, in Annie's Song)

## Versioni cover
- Nel 1978 il flautista James Galway incise una versione strumentale di Annie's Song che raggiunse il terzo posto nelle classifiche del Regno Unito. La sua melodia è anche usata in Gran Bretagna per "The Greasy Chip Butty Song", il coro principale dei tifosi dello Sheffield United.
- Ne è stata fatta una cover da Placido Domingo, ascoltabile nella telenovela brasiliana Nido di serpenti.
- Glen Campbell pubblicò una cover nel suo album Essential 32 (Capitol CDP-33834) del 1995
- Love Their Country, l'ultimo album dei Me First and the Gimme Gimmes, contiene una versione punk-rock di Annie's Song con parte del testo cambiata.
- Nel 2006 l'artista cristiano Travis Cottrell incluse una versione cover della canzone nel suo album Found.
- Nel 2009 Rhydian Roberts (secondo classificato nel programma The X Factor edizione 2007 del Regno Unito) ha inciso questa canzone includendola nel suo CD "O Fortuna"
- Nel 2016 il cantante Ville Valo ha eseguito una cover della canzone con testo tradotto in finlandese, dal titolo Olet mun kaikuluotain.
- Il gruppo corale italiano Schola Cantorum incise una cover della canzone intitolata Caterina a cura di E. De Angelis.